# Колверат
Колверат (њем. Kolverath) општина је у њемачкој савезној држави Рајна-Палатинат. Једно је од 109 општинских средишта округа Вулканајфел. Посједује регионалну шифру (AGS) 7233222.

## Географски и демографски подаци
Општина се налази на надморској висини од 525 метара. Површина општине износи 2,5 km². У самом мјесту је, према процјени из 2010. године, живјело 113 становника. Просјечна густина становништва износи 46 становника/km².

## Галерија
- Колверат
- Колверат виђен из Береборна